# Relacja rozmyta

## Definicja formalna
Niech {\displaystyle U} i {\displaystyle V} będą niepoliczalnymi (ciągłymi) obszarami rozważań i
{\displaystyle \mu _{R}:U\times V\to [0,1],} wtedy
{\displaystyle R=\int \limits _{U\times V}{\frac {\mu _{R}(u,v)}{(u,v)}}}
jest relacją rozmytą dwójkową na {\displaystyle U\times V.} Jeśli {\displaystyle U} i {\displaystyle V} są policzalnymi (dyskretnymi) obszarami rozważań, wtedy
{\displaystyle R=\sum _{U\times V}{\frac {\mu _{R}(u,v)}{(u,v)}}.}

## Działania na relacjach rozmytych
Niech {\displaystyle R} i {\displaystyle S} będą relacjami dwójkowymi zdefiniowanymi na {\displaystyle X\times Y.}

### Iloczyn
Iloczyn {\displaystyle R} i {\displaystyle S} jest zdefiniowany
{\displaystyle \forall _{(x,y)\in X\times Y}:\mu _{R\cap S}(x,y)=min(\mu _{R}(x,y),\mu _{S}(x,y)).}
Zamiast minimum można użyć dowolnej {\displaystyle T} -normy.

### Suma
Suma {\displaystyle R} i {\displaystyle S} jest zdefiniowana
{\displaystyle \forall _{(x,y)\in X\times Y}:\mu _{R\cup S}(x,y)=max(\mu _{R}(x,y),\mu _{S}(x,y)).}

### Projekcja
Projekcja {\displaystyle R} na {\displaystyle S} jest zdefiniowana
{\displaystyle proj\;R\;na\;V=\int \limits _{V}\sup _{x_{j_{1}},\dots ,x_{j_{t}}}{\frac {\mu _{R}(x_{1},\dots ,x_{n})}{(x_{i_{1}},\dots ,x_{i_{k}})}}.}
W przypadku dwójkowym zapis jest prostszy (niech {\displaystyle R} będzie zdefiniowane na {\displaystyle X\times Y})
{\displaystyle proj\;R\;na\;Y=\int \limits _{Y}\sup _{x}{\frac {\mu _{R}(x,y)}{y}}.}
Zamiast supremum, które jest niezbędne, gdy {\displaystyle X} i {\displaystyle Y} są ciągłe, na ogół operuje się na obszarach dyskretnych, stosując operację maksimum.

### Rozszerzenie cylindryczne
Rozszerzenie cylindryczne {\displaystyle S} w {\displaystyle U} to
{\displaystyle ce(S)=\int \limits _{U}{\frac {\mu _{R}(x_{i_{1}},\dots ,x_{i_{k}})}{(x_{1},\dots ,x_{n})}}.}
W przypadku dwójkowym (niech {\displaystyle F} będzie zbiorem rozmytym definiowanym na {\displaystyle Y}), rozszerzenie cylindryczne {\displaystyle F} na {\displaystyle X\times Y} jest zbiorem wszystkich n-tek {\displaystyle (x,y)\in X\times T} ze stopniem przynależności równym {\displaystyle \mu _{F}\;(y),} to znaczy
{\displaystyle ce(F)=\int \limits _{X\times Y}{\frac {\mu _{F}(y)}{(x,y)}}.}
Stąd {\displaystyle proj\;ce(S)\;na\;V=S,} ale ogólnie {\displaystyle ce\;(proj\;R\;na\;V)\neq R.}

### Kompozycja
Kombinacja zbiorów rozmytych i relacji rozmytej za pomocą rozszerzenia cylindrycznego i projekcji jest kompozycją i jest oznaczana przez {\displaystyle \circ }
Definicja
Niech {\displaystyle A} będzie zbiorem rozmytym zdefiniowanym na {\displaystyle X} i niech {\displaystyle R} będzie relacją rozmytą zdefiniowaną na {\displaystyle X\times Y.} Wtedy kompozycję {\displaystyle A} i {\displaystyle R} stanowi zbór rozmyty {\displaystyle B} zdefiniowany na {\displaystyle Y} i zapisany
{\displaystyle B=A\circ R=proj\;(ce(A)\cap R)\;na\;Y}
lub jeśli iloczyn jest utworzony za pomocą operacji minimum, a projekcja za pomocą operacji maksimum, to
{\displaystyle \mu _{B}(y)=\max _{x}\;\min \;(\mu _{A}(x),\mu _{R}(x,y))}
Nazywamy to kompozycją max-min.
Jeśli iloczyn jest utworzony za pomocą produktu, a projekcja za pomocą maksimum, to otrzymujemy
{\displaystyle \mu _{B}(y)=\max _{x}\;\mu _{A}(x)\cdot \mu _{R}(x,y).}
Nazywamy to kompozycją max-dot lub kompozycją max-produkt.